# 大義名分
大義名分（たいぎめいぶん）とは、
1. 現代日本語で、「重大な行動を起こす際の名目・根拠・事由」をさす。例：「戦争の大義名分」→開戦事由 (Casus Belli)
2. 儒学 （特に朱子学）の専門用語。1の由来だが1の意味は薄い[1] 。儒学者が「大義名分」という四字の語句を使うことも基本的に無い[2][3][4]。「大義」「名分」のように分けて言う方が多い。→「正名 (思想)#名分を正す」も参照。

この記事では2を扱う。

## 中国
儒教文化圏では古くから、君臣・父子などの関係（名）には、相応の責任・役割（分）が付随し、それは正当なる人倫の分限に基づいた価値判断（大義）に基づいて正否が定まると考えられていた。このため、古くから現実及び過去の経験的実証的知識の蓄積である史実と「華夷内外」・「是非善悪」といった名分を組み合わせて大義名分の有り様についての議論が行われるとともに、これに基づいた倫理的価値判断をもって現実の事象を評価することが試みられた。
その理念的源泉は孔子がまとめたとされる『春秋』であり、宋・司馬光の『資治通鑑』や朱熹の『資治通鑑綱目』はこれを継承しようとする試みであった。

## 日本
日本では儒学者のみならず国学者の間でも様々な説が立てられた（大義名分論）。特にその延長上に位置づけられるのが、幕末の尊王攘夷論である。ただし、尊王論も攘夷論も本来は内に「君臣の義」、外に「華夷の弁」を強調するもので実際の政治体制（幕藩体制）と直ちに対立するものではなかった。しかし、その価値基準は個々の価値判断（大義）に基づくものであったから、社会の安定期には儒教と皇室の権威に基づいた保守的な現状維持論に過ぎなかった尊王攘夷論が、江戸時代後期の政治・社会の不安定期には一転して政治の革新を求める運動に転化することとなり、山縣大弐の『柳子新論』（1759年）や藤田幽谷の『正名論』（1791年）のように体制変革に踏み出す主張も現れるようになったのである。
更に幕末最末期すなわち尊王攘夷運動終盤には中岡慎太郎のように尊王攘夷論を外圧に対抗して国家の独立を維持するための理念と捉えて本来は排撃すべき「夷狄」であるアメリカ合衆国の建国者たちの活躍をその模範とすべしと唱える者まで現れるようになり、現実的な内外認識に合わせて変革思想の合理的解釈と正当化のための理論武装として大義名分論が持ち出されるようになった。

## 朝鮮
明・清交替期以後から、朝鮮では中華文明の継承者という自己認識が拡大され、朱子学的価値観はさらに強化されていた。